# Stolbjerg
Stolbjerg (dansk) eller Stollberg (tysk) er en 43,4 meter høj bakke ved landsbyen Bordelum i Bordelum Sogn i det vestlige Sydslesvig. Bakken er opstået som moræne under den sidste istid og ligger på kanten af den sydslesvigske gest nær det nordfrisiske marskland. Stolbjerg er den højeste punkt i Nørre Gøs Herred og den fjerdehøjeste punkt i Nordfrislands kreds. 
Stolbjerg er første gang nævnt 1646. Navnet er formodentlig afledt af nordfrisisk staal for et forhøjet sted, sml. også oldnordisk stóll i betydning noget (fast)stående, opstillet, heraf det særlig indrettet, ophøjet siddeplads.
På bakkens top står et 108 meter høj radio- og tv-tårn med en cirka 20 meter høj udsigtsplatform. Senderen er opkaldt efter den nærliggende by Bredsted. I nærheden fandtes i middelalderen en hellig kilde (Stolbjergkilde).